# 自由百科
自由百科（西班牙語：Enciclopedia Libre Universal en Español）是單一的西班牙语之Wiki技術網路百科全書，採用GNU自由文件授權條款（GFDL）版權，使用MediaWiki软件，目前條目數約5萬。

## 历史
2002年2月26日，西班牙语维基百科的用戶Edgar Enyedy突然退出维基百科並建立自己的《自由百科》（Enciclopedia Libre） （页面存档备份，存于），設備由塞维利亚大学免費提供，理由為未来維基百科可能出現商业廣告及維基媒體基金會控制權之丢失。

## 分裂理由
自由百科上所解釋之分裂理由條列於Enciclopedia:Por qué estamos aquí y no en es.wikipedia.org （页面存档备份，存于）（西班牙文，使用GFDL授權）。關鍵議題包括對審查及維基百科上可能出現廣告之憂心。
以下為自由百科本頁之譯文：
本計畫之分離之主要動機為吾人對審查、編輯線及涵括廣告之反彈。
批判之聲被審查而擁有管理員之編輯在發表意見時使用個人性用語。
商業公司Bomis股份公司，Wikipedia.com域名之所有者，宣告於維基百科頁面嵌入廣告之可能性。此外該點子使吾人感到不幸，因其暗示將志願者之無私努力商業化，以便使Bomis股份公司獲利。
Bomis股份公司被要求解釋其因，及承諾不於西班牙語維基百科嵌入廣告。
他們既未解釋原因，亦未給予任何種類之承諾，此外，他們以假想優越性為礎，態度始終傲慢，而這超出吾人所理解的：對不同人、不同文化予以尊重。
面對此種態度，吾人選擇放棄該計畫，而從頭開始另一計畫，而以下列原則為礎：
- 該百科使用GFDL版權。
- 該百科將不會有任何廣告。
- 該百科將不會由會審查及形成編輯線之編輯職掌。
- 文化不應為商業目標。
- 每人皆有自由存取文化之權利。
- 出生於社會並非倚賴個人優惠，而僅仰賴於偶然。
- 出生時地之偶然不能作為歧視之根據。
- 沒有任何文化比其他文化更優越。

## 合併可能性
2002年10月，維基編輯丹尼尔·梅尔（其於維基之使用者名稱為Maveric149）和他人努力，試圖重新整合此二計畫，但維基提出合併提案前自由百科參與者即投票反對合併。然自由百科使用者不排除未來合併之可能性，並表明對二者互通之興趣。此纷争亦引起關於非英语维基百科版本角色之廣泛讨论，並直接导致非英语维基百科之數项重大改革，非英語維基社群另計畫實行數項改變，但仍未實現。
關於合併之事曾有數項討論。維基及自由百科亦曾實行數項可能有利於合併之改變：
- 非營利維基百科組織之建立，即維基媒體基金會；
- 多語主題首頁（Portal）
- 於自由百科安裝軟體“Phase III”

與维基百科相同的，自由百科亦採用GFDL版權，故二站之材料可相互複製。2003年10月至11月，西班牙語維基百科開始以一維基人設計之機器人將自由百科之文章匯入其中，但當機器人作者因個人衝突離開維基時將機器人帶走。

## 統計
自由百科原先成長雖遠較西語維基迅速，但2004年4月之後西班牙語維基百科長久領先自由百科，此後，西語維基以更快之速度成長，原因可能與媒體較注意英語維基，關聯計畫因此亦蒙其利有關，現今西班牙語維基百科之文章量是自由百科的30倍。
| 日期           | 自由百科之條目數                | 西班牙語維基百科之大致條目數 |
| -------------- | ------------------------------- | ---------------------------- |
| 2002年3月11日  | 3,036                           | 1,300                        |
| 2002年4月2日   | 5,972                           | 1,300                        |
| 2002年5月1日   | 7,540                           | 1,400                        |
| 2002年5月27日  | 7,837                           | 1,500                        |
| 2002年6月13日  | 8,125                           | 1,500                        |
| 2002年7月13日  | 8,519                           | 1,500                        |
| 2002年8月4日   | 8,658                           | 1,500                        |
| 2002年8月31日  | 8,996                           | 1,500                        |
| 2002年10月3日  | 9,362                           | 1,600                        |
| 2002年10月26日 | 10,258                          | 1,900                        |
| 2003年6月17日  | 14,250                          | 3,700                        |
| 2003年7月8日   | 14,428                          | 3,700                        |
| 2003年8月2日   | 14,662                          | 4,600                        |
| 2003年9月6日   | 15,116                          | 5,900                        |
| 2003年11月2日  | 15,572                          | 8,900                        |
| 2003年12月6日  | 16,039                          | 11,000                       |
| 2004年3月20日  | 19,688                          | 19,000                       |
| 2004年11月6日  | 25,038                          | 33,573                       |
| 2005年9月25日  | 28,709                          | 66,984                       |
| 2006年2月27日  | 30,455                          | 97,568                       |
| 2006年4月9日   | 30,776                          | 108,012                      |
| 2006年7月3日   | 31,980                          | 130,939                      |
| 2006年10月1日  | 33,367                          | 157,061                      |
| 2007年1月3日   | 34,342                          | 186,022                      |
| 2007年4月1日   | 34,551                          | 218,690                      |
| 2007年7月1日   | 35,703                          | 248,775                      |
| 2007年10月2日  | 36,860                          | 283,630                      |
| 2008年1月1日   | 38,012                          | 315,611                      |
| 2008年4月2日   | 39,478                          | 348,217                      |
| 2008年7月4日   | 40,424                          | 376,664                      |
| 2008年10月3日  | 41,096                          | 403,280                      |
| 2009年1月1日   | 41,852                          | 430,159                      |
| 2009年4月1日   | 42,366                          | 458,301                      |
| 2009年7月1日   | 42,533                          | 488,905                      |
| 2009年10月1日  | 43,035                          | 516,333                      |
| 2010年1月1日   | 44,156                          | 546,487                      |
| 2010年4月1日   | 44,592                          | 581,486                      |
| 2010年7月1日   | 45,170                          | 615,232                      |
| 2010年10月1日  | 45,947                          | 653,596                      |
| 2011年1月1日   | 46,374                          | 692,451                      |
| 2011年4月2日   | 46,775                          | 745,694                      |
| 2011年7月2日   | 47,148                          | 784,987                      |
| 2011年10月2日  | 47,315                          | 832,243                      |
| 2012年1月1日   | 47,638                          | 856,400                      |
| 2012年4月2日   | 47,797                          | 880,230                      |
| 2012年7月2日   | 47,937                          | 900,861                      |
| 2012年10月2日  | 48,082                          | 924,293                      |
| 2013年1月1日   | 48,050                          | 945,476                      |
| 2013年4月2日   | 48,238                          | 981,012                      |
| 2020年3月20日  | 52,688                          | 1,583,898                    |
| 今天           | 統計資料 （页面存档备份，存于） | 統計資料                     |

## 參见
- 西班牙语维基百科
- EcuRed